# Onthophagus decoratus
Onthophagus decoratus là một loài bọ cánh cứng trong họ Bọ hung (Scarabaeidae).